# 白川勝彦
白川 勝彦（しらかわ かつひこ、1945年〈昭和20年〉6月22日 - 2019年〈令和元年〉11月18日）は、日本の政治家・弁護士・評論家。位階は従三位。
衆議院議員（6期）、自治大臣、国家公安委員会委員長、新党・自由と希望代表などを歴任。新潟県出身。

## 来歴・人物

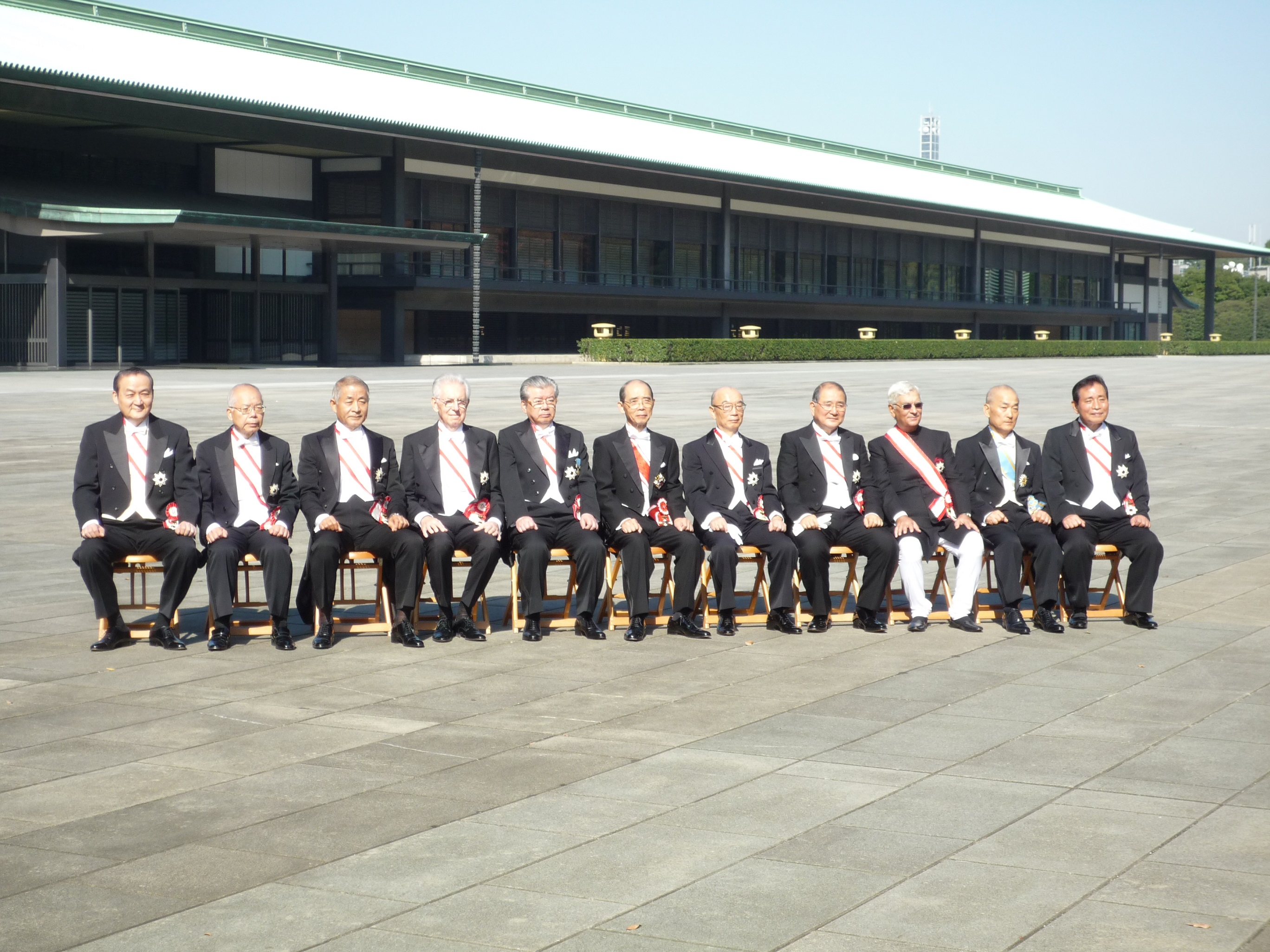
2015年11月5日、大綬章の親授式後の記念写真にて（右端）

新潟県十日町市大字四日町に生まれる。生家は機屋（はたや）と呼ばれる絹織物業者で祖父が創業し、父で2代目になり明治の終わり頃までは十日町地方で長く続いた神官だった。
十日町市立中条中学校、新潟県立十日町高等学校を経て、1969年 東京大学法学部第3類（政治コース）卒業。大学在学中に司法試験に合格し、司法修習24期経て弁護士（登録番号：13439）となる。
学生時代は、日本民主青年同盟の活動家で、東京大学の学寮である駒場寮の寮自治委員長等を務める。また、平和研究会（通称：平和研）を設立する。
1976年の衆院選立候補時は保守系無所属で、後に自民党へ入党。内閣官房副長官在職中の加藤紘一のスカウトで宏池会に入会し、時の大平正芳総理・総裁と師弟関係を結ぶ。1979年、第35回衆議院議員総選挙で初当選（当選同期に佐藤信二・保利耕輔・畑英次郎・岸田文武・丹羽雄哉・吹田愰・宮下創平・亀井善之・船田元など）。以降川崎二郎・谷垣禎一・古賀誠・森田一とともに、加藤の側近として活動。
1985年、国土政務次官、1987年に郵政政務次官就任。
1990年の第39回衆議院議員総選挙で落選したが、1993年の第40回衆議院議員総選挙で復帰した。
1994年に反創価学会キャンペーンとして自民党内の勉強会の「憲法20条を考える会」で亀井静香会長（白川と同じ1979年の衆院選で当選）の下で会長代行として細川政権・羽田政権・新進党（公明党系）その支持団体である創価学会の関係を政教一致であると批判を繰り返して新進党（公明党系）や創価学会と対立した。
1994年に自社さ連立政権誕生の為に伊東秀子とともに奔走した経緯がある。
1994年に衆議院商工委員長を務める。1996年の第41回衆議院議員総選挙で（現在の選対委員長）党総務局長として自民党勝利に貢献し、自身は比例単独候補（平成研現職高鳥修とコスタリカ方式）として6度目の当選。11月、第2次橋本内閣で自治大臣兼国家公安委員会委員長として初入閣（同じ青年会議所OBで1979年の衆院初当選同期で当時同じ宏池会に属す麻生太郎も同時に初入閣〈経済企画庁長官〉）。
同じ新潟県の田中眞紀子の夫である田中直紀が自民党の公認を得られないという事態がかつてあり、この時白川は党の方針を無視して田中直紀の応援演説をした。
また、眞紀子の応援があったが、2000年6月の第42回衆議院議員総選挙で民主党の元職・筒井信隆（ちなみに白川と同じく弁護士である）に敗れ落選。交通違反もみ消し事件や自公連立後の創価学会批判により、公明党が白川を推薦しなかったことが影響した。その後、加藤紘一と山崎拓が、当時の国民世論を受けて、揃って当時の森喜朗内閣に対する内閣不信任決議案に賛成票を投じようとした、俗に言う加藤の乱が勃発。
2001年、公明党との連立を厳しく批判する立場から自民党を離党（離党時点での役職は新潟県第六選挙区支部長）。自らが代表を務める新党・自由と希望を立ち上げ、同年7月の第19回参議院議員通常選挙で比例区から立候補したが、宮崎学擁立問題と妙観講からの候補者擁立問題で、期待していた立正佼成会の支援が少なく落選。30万9994票の得票で落選するのは、比例代表非拘束名簿式選挙における落選者の中では当時の最高得票記録であった。その後暫く沈黙するが、2003年11月の第43回衆議院議員総選挙に無所属で立候補。地元の民主党新潟県連と共闘し、政権交代実現の必要性を国民に強く訴える。選挙区を田中眞紀子のお膝元に鞍替えしたことで、彼女との熱い選挙戦が連日マスコミを賑わせた。
この選挙では民主党から公認を得るべく奔走したが、当時の民主党代表・菅直人と幹事長・岡田克也が率いる執行部の協力を得られず、落選。2004年、再び公式WEBサイト上で活動を活発化させる。2004年12月、十日町市長選挙へ立候補を表明。2005年5月1日の同選挙で落選した。
2008年以降は、弁護士としての活動を本格的に再開。個人の多重債務問題を重点的に扱っていた。
2010年7月からアール・エフ・ラジオ日本で『白川勝彦の世の中つれづれ談義』を担当。
2011年1月から2012年9月まで『上柳昌彦 ごごばん!』（ニッポン放送）の火曜日企画「ごごばん!法律クリニック」で回答者を担当。
2015年11月3日 旭日大綬章受章。
2019年11月18日、腎不全のため東京都内の病院で死去。74歳没。死没日をもって従三位に叙される。

## 事件
2000年3月、白川の元私設秘書が、代議士の私設秘書の立場を利用して交通違反もみ消しを行い、公電磁的記録毀棄などの罪に問われる。
2004年3月、警視庁に摘発された東京都内の違法カジノ店に偽名を使い客として出入りしていたことが発覚する。白川は共同通信の取材に「山本という名を使い3、4回行った。金は賭けていない。店にいること自体は問題ない」と話していた。カジノ店は「渋谷Jクラブ」で、この捜査の過程で白川の名前が浮上。元店長と従業員の3人が「白川は偽名を使って昨年春から夏にかけて店に出入りしていた。1日に5時間ほど勝負をすることもあり、合わせて200万円ほど負けた」などと供述したという。
2004年11月、渋谷区道玄坂の路上を歩行中、渋谷警察署の警察官に職務質問を受けた。事の顛末を自身のウェブサイトに掲載すると、「元国家公安委員長、不当に職質される」として、『日刊スポーツ』や『報道ステーション』等で報じられ、ウェブ上のさまざまななブログや匿名掲示板等で広く話題となった。白川曰く、渋谷署で“これからの警察は、規定の手順通りにしか出来ないマニュアル警官ではなく、臨機応変な対応が出来る『はぐれ刑事純情派』の安浦吉之助（藤田まこと）のような警察官を育て大事にしなければならないし、私自身がそういう制度も作らせたはずなのに何事か”と関係者に厳しく説諭したという。
2006年12月21日には、渋谷駅の付近で、友人と共に再び渋谷警察署の警察官2名に職務質問を受けた。この際には強く抗議した為それ以上の問題には発展しなかったが、白川はデジタルカメラでこの直後に別の人間が職務質問を受けている様子を撮影し、自身のウェブサイト上に公開した。

## 著書
- 『地方復権の政治思想―人間から出発する政治をめざして』日本地域社会研究所、1978年8月。NDLJP:11927173。
- 『新憲法代議士 : 新潟四区、燃える手づくり選挙　護憲リベラルの旗をかかげて』サイマル出版会、1983年3月。ISBN 9784377405927。NDLJP:11933889。
- 『網の文明 : 二十一世紀への文明装置　四大情報通信ネットワーク論』（1988年、ネスコ [発売 : 文藝春秋]） ISBN 9784890367429
- 『戦うリベラル : いま、政治の季節』（1989年、共栄書房） ISBN 9784763410085
- 『自自公を批判する : 政教分離原論』（2000年、花伝社 [発売 : 共栄書房]） ISBN 9784763403520
- 『自民党を倒せば日本は良くなる』（2001年、アスキー） ISBN 9784756137852
- 『いまリベラルが問う』（2007年、イプシロン出版企画） ISBN 9784903145273
- 『君、殺したまうことなかれ　憲法行脚の思想 2』（2007年、七つ森書館）共著：香山リカ、姜尚中、斎藤貴男、佐高信、高橋哲哉、土井たか子ほか　ISBN 9784822807481
- 『自公連立解体論』（2008年、花伝社 [発売 : 共栄書房]） ISBN 9784763405296
- 『政権崩壊』（2008年、花伝社 [発売 : 共栄書房]） ISBN 9784763405319
- 『金儲け弁護士の自己破産ビジネス』（2012年、幻冬舎メディアコンサルティング） ISBN 9784344998223